# Xã Laird, Michigan
Xã Laird (tiếng Anh: Laird Township) là một xã thuộc quận Houghton, tiểu bang Michigan, Hoa Kỳ. Năm 2010, dân số của xã này là 555 người.